# Ignacio Vidal
Ignacio "Nacho" Vidal Miralles (ur. 24 stycznia 1995 w El Campello) – hiszpański piłkarz, który gra jako obrońca w CA Osasunie.